# Camille Grassineau
Camille Grassineau (10 de setembro de 1990) é uma jogadora de rugby sevens francesa.

## Carreira
Camille Grassineau integrou o elenco da Seleção Francesa Feminina de Rugbi de Sevens, na Rio 2016, que foi 6º colocada.